# Майкл Пікетт (плавець)
Майкл Пікетт (англ. Michael Pickett, 17 серпня 2002) — новозеландський плавець. Учасник Чемпіонату світу з водних видів спорту 2019, де в попередніх запливах на дистанції 50 метрів вільним стилем посів 38-ме місце і не потрапив до півфіналів.